# Peter MacNicol
Peter MacNicol (n. 10 aprilie 1954, Dallas, Texas, SUA) este un actor american. A primit un premiu World Theatre la debutul său pe Broadway în piesa Crimes of the Heart (1981). Printre rolurile sale de film se numără Galen în Vânătorul de dragoni (1981), Stingo în Alegerea Sofiei (1982), Janosz Poha în Vânătorii de fantome II (1989), Gary Granger în Valorile familiei Addams (1993) și David Langley în Bean - O comedie dezastru (1997). 
MacNicol a câștigat în 2001 premiul Primetime Emmy pentru cel mai bun actor în rol secundar în serialul de comedie, pentru rolul avocatului John Cage din serialul Ally McBeal (1997-2002). 

## Tinerețe
MacNicol s-a născut și a crescut în Dallas, Texas, fiind cel mai mic dintre cei cinci copii ai lui Barbara Jean (născută Gottlich), casnică și John Wilbur Johnson, corporatist norvegian-american care a devenit preot episcopal mai târziu în viață.
MacNicol l-a jucat pe dr. Stark, un chirurg pediatru în Anatomia lui Grey.